# Penyangkak (Kerkap)
Penyangkak is een bestuurslaag in het regentschap Bengkulu Utara van de provincie Bengkulu, Indonesië. Penyangkak telt 868 inwoners (volkstelling 2010).